# Nízkozdvižný vozík

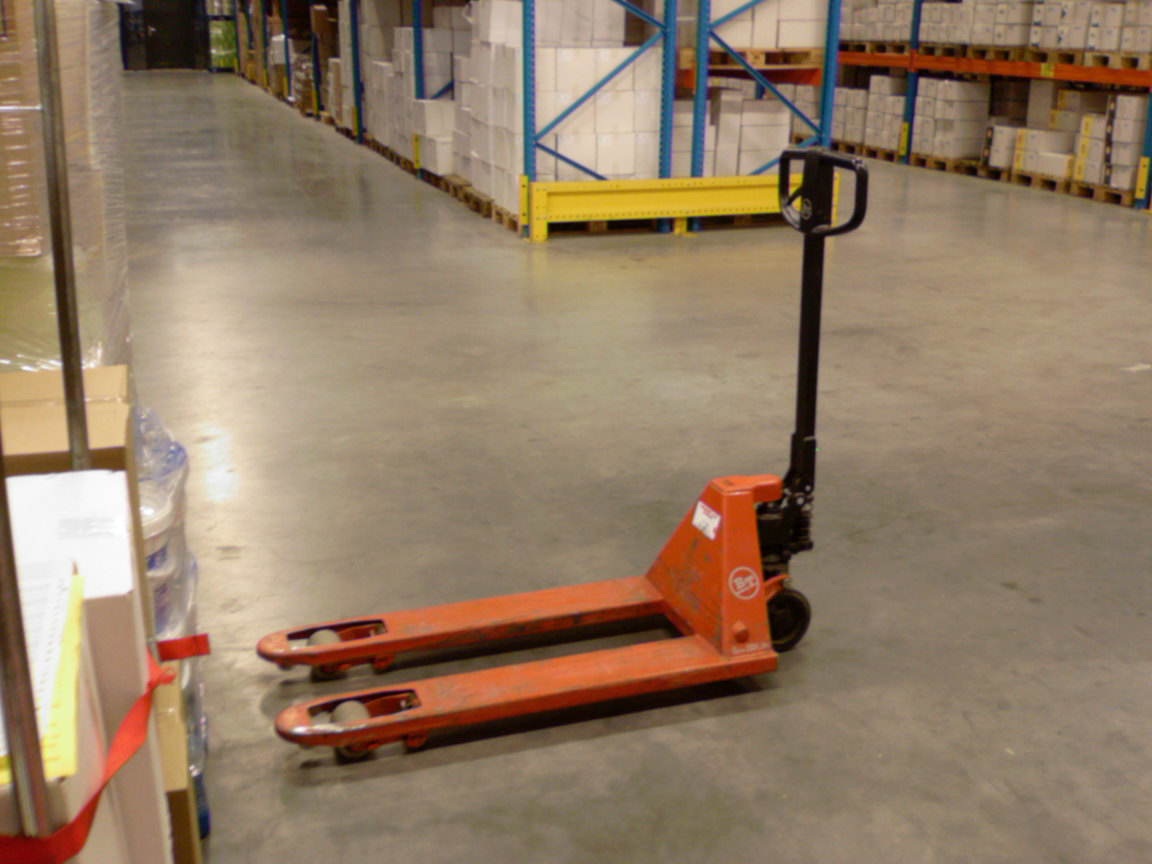
Ruční nizkozdvižný vozík

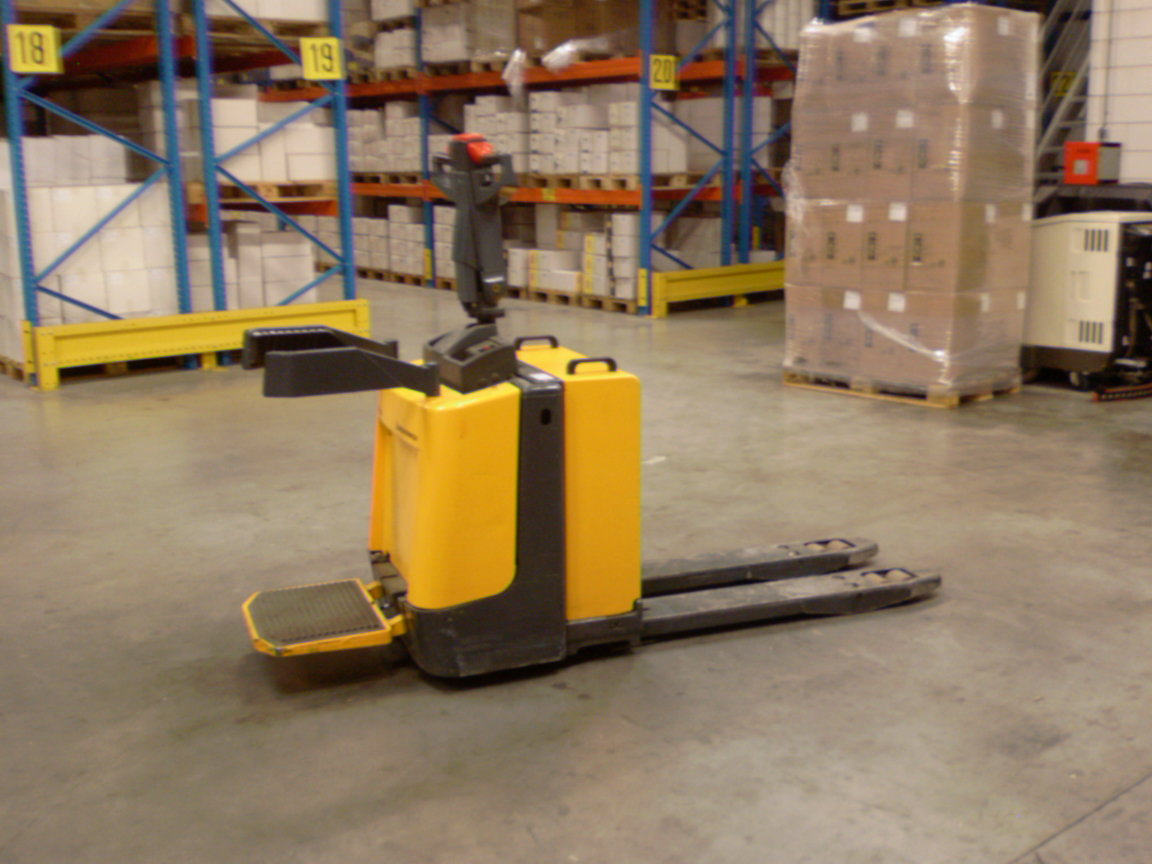
Elektrický vozík s plošinkou pro obsluhu

Nízkozdvižný vozík, slangově také „paleťák“, je ručně vedený dopravní prostředek poháněný lidskou silou nebo elektrickým pohonem. Používá se k manipulaci s paletami a bednami, které jsou k tomu uzpůsobené a mají vhodné nabírací otvory. Pojíždět s ním lze jen po rovných zpevněných plochách jako jsou výrobní a skladové haly nebo nakládací rampy.

## Konstrukce
Základem vozíku jsou dva ocelové nosníky (vidle), které se zasouvají pod paletu. Nosníky jsou na jednom konci spojeny příčníkem, který se opírá o hydraulický válec. Na válci jsou upevněna také řídící kola. Volné konce nosníků se opírají o pojezdové válečky osazené na výkyvných ramenech. Pojezdové válečky jsou u vozíků vyšších nosností zdvojené. Zdvih výkyvných ramen s válečky je odvozen pákovým převodem od zdvihu hydraulického válce. Na hydraulickém válci je u vozíků bez elektrického pohonu kyvně upevněna řídící oj. Ojí se natáčí dvojice řídících kol a současně slouží jako páka hydraulického čerpadla. Pumpováním ojí tlačíme hydraulickou kapalinu pod píst a ten zvedá konstrukci vozíku. Ovládání přepouštěcího ventilu je páčkou na oji. Páčka má tři polohy: zdvih/jízda/spouštění. V poloze jízda je hydraulické čerpadlo zablokováno, oj je volná a slouží jen pro tažení a řízení vozíku. U vozíku s elektrickým pohonem je příčník součástí pohonné jednotky, která obsahuje hydraulický válec s elektricky poháněným hydraulickým čerpadlem, pohon pojezdu a akumulátory. Řízení elektricky poháněných vozíků je také ojí, na které jsou i základní ovládací prvky pojezdu a zdvihu. U vozíků poháněných lidskou silou i u těch elektrických existují verze s vestavěnou váhou. Převáženou paletu (zboží na paletě) je možné zvážit a vytisknou vážící protokol. Nízkozdvižný vozík se liší od vysokozdvižného vozíku tím, že těžiště naloženého vozíku je vždy mezi opěrnými body vozíku. Není potřeba protiváha. Obsluha nízkozdvižného vozíku manipuluje vždy přímo s řídící ojí a stojí mimo vozík. Nízkozdvižné vozíky jsou jednodušší, lehčí a levnější než vysokozdvižné. Proto je běžné vozíky bez elektrického pohonu vozit jako vybavení přímo na ložné ploše nákladního automobilu.

## Oblast využití
Základní typy nízkozdvižných vozíků jsou rozměrově přizpůsobeny manipulaci s Europaletami. To má zpětně vliv na konstrukci ostatních typů palet (jednocestné palety, ohradové palety, Gitterbox palety, kontejnery pro transport kapalin). Ty se konstruují nejčastěji tak, aby s nimi bylo možné manipulovat stejnými vozíky, přestože nedodržují všechny rozměry Europalet. Nízkozdvižné vozíky mohou operovat pouze na zpevněných rovných plochách. Neumožňují stohovat palety na sebe nebo zakládat do regálů.

## Vozíky poháněné lidskou silou
Veškeré ovládání je soustředěno v tažné oji. Na oji jsou ovládací páčky hydrauliky, kterou se řídí zdvih/jízda/spouštění. V poloze zdvih pumpováním ojí ženeme hydraulickou kapalinu do válce, v poloze spouštění hmotnost nákladu vytlačuje hydraulickou kapalinu zpět a konstrukce vozíku klesá. Ruční nízkozdvižné vozíky jsou obratné a poměrně lehké (do 100 kg). Nosnost standardních provedení je 2000 kg. Obvyklá délka vidlí je 1150 mm pro Europalety.

## Elektricky poháněné nízkozdvižné vozíky
Pojezd i hydraulické čerpadlo zdvihu jsou poháněné elektromotory. Zdrojem energie jsou zabudované akumulátory. Elektrický pohon umožňuje vyšší nosnost. I tyto vozíky jsou vedené obsluhou, která zpravidla jde vedle vozíku, veškeré řízení je soustředěno na oji. Existují i vozíky, které mají jakousi plošinku pro převážení obsluhy.